# Stavča vas
Stavča vas (Duits: Deutschdorf bei Seisenberg, eerder ook Teutschdorff) is een plaats in Slovenië en maakt deel uit van de gemeente Žužemberk in de NUTS-3-regio Jugovzhodna Slovenija. De plaats telde 108 inwoners op 1 januari 2020.